# Johan Mauritz Banér
Johan Mauritz Banér, född februari 1708, död 22 september 1767 i Örtomta församling, Östergötlands län, var en svensk friherre och kammarherre.

## Biografi
Johan Mauritz Banér föddes 1708. Han var son till överhovmästaren Johan Banér och Ulrika Christina Vellingk. Banér blev 14 oktober 1714 student vid Uppsala universitet och blev 15 december 1731 kammarherre. Han avled 1767 på Ekenäs slott i Örtomta socken.

### Gårdar och byggnader
Banér ägde gårdarna Djursholms slott i Danderyds socken och Ekenäs slott i Örtomta socken.

### Familj
Banér gifte sig 30 november 1732 med friherrinnan Hedvig Ulrika Catharina Ribbing af Zernava (1714–1781), dotter till generallöjtnanten friherre Gabriel Ribbing af Zernava och grevinnan Ulrika Eleonora Oxenstierna af Korsholm och Wasa. De fick tillsammans barnen översten Johan Gabriel Banér (1733–1811) i Frankrike, Ulrika Eleonora Banér (1736–1765), Ebba Magdalena Banér (1739–1739), Mauritz Axel Banér (1740–1755), Ebba Margareta Banér (1746–1822), som var gift med generalmajoren greve Gustaf Cronhielm af Flosta och vice president och friherre Axel Johan von Köhler, och majoren Svante Banér (1747–1817) vid Östgöta kavalleriregemente.